# Американський футбол

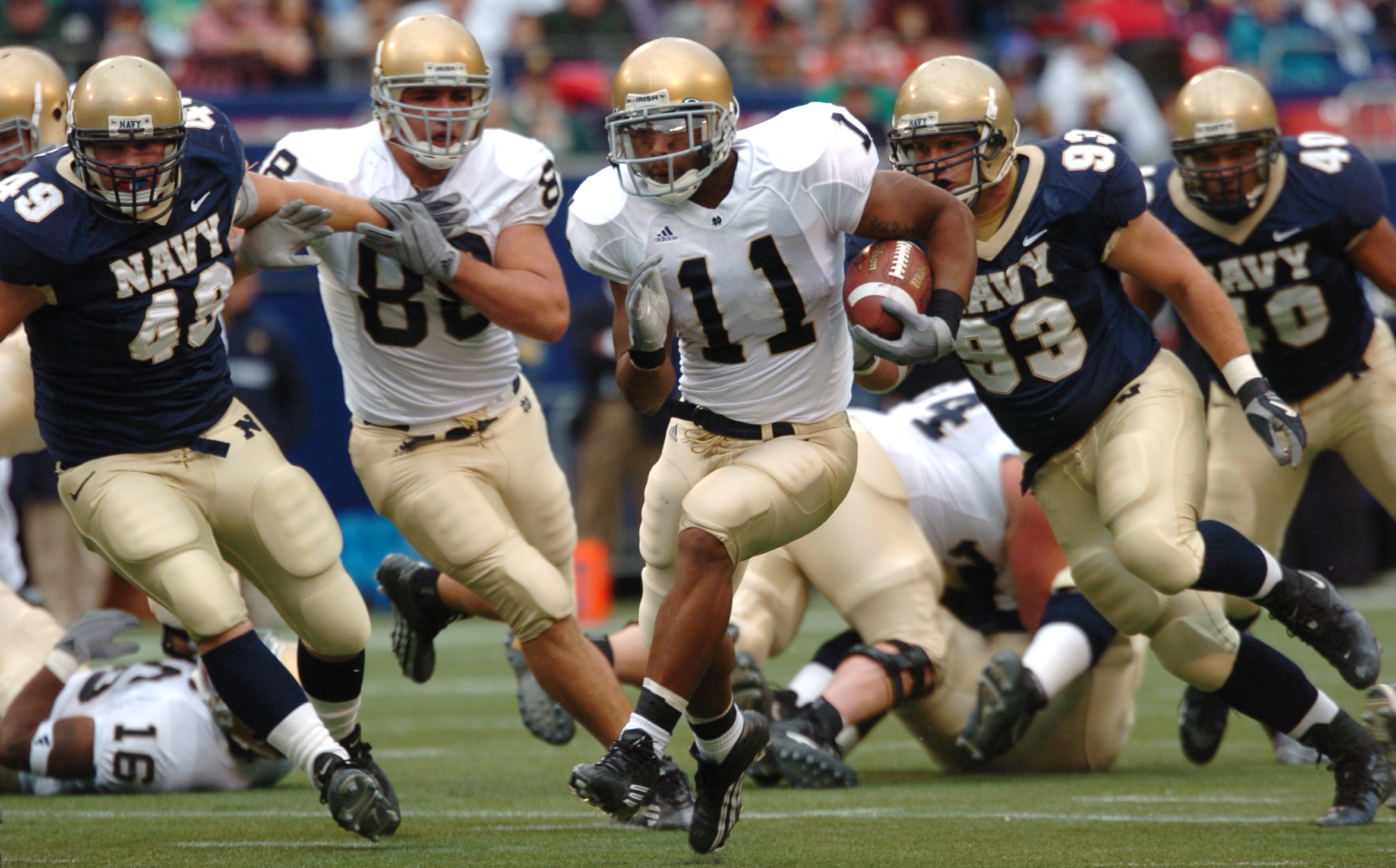
Гравець з м'ячем намагається відірватися від гравців оборони

Америка́нський футбо́л — командний вид спорту з овальним м'ячем. Мета гри — просувати м'яч у бік залікової (або кінцевої) зони (англ. end zone) на половині поля суперника і заробляти очки. М'яч можна нести в руках, кидати та передавати товаришам по команді. Очки можна заробляти різними способами, включаючи занесення м'яча в залікову зону, успішний пас в залікову зону або забитий м'яч між стійками воріт (над поперечиною). Перемагає у грі команда, яка набрала більшу кількість очок на закінчення відведеного часу.
Американський футбол став самостійним видом спорту наприкінці XIX століття. Існує кілька інших різновидів американського футболу — канадський футбол і зальний футбол (англ. Arena Football).
З 1960-х років американський футбол став найпопулярнішим спортом у США. Національна футбольна ліга (НФЛ, англ. National Football League) — єдина професійна ліга американського футболу. Фінал чемпіонату НФЛ Супербол (англ. Super Bowl) щорічно дивляться переважна частина американців, а також жителі понад 200 інших країн.
НФЛ раніше керувала європейською лігою «NFL Europa», що складалася з 6 команд. Європейська ліга припинила існування в 2007 році.
У 1960-х роках американський футбол ліг в основу алтимату — командного виду спорту з летючим диском.

## Виникнення
За легендою регбі з'явилося під час футбольного матчу в англійському місті Регбі в 1823 році (в честь якого і назвали спорт), коли один з гравців схопив м'яч руками та побіг в атаку на суперника.
1869 року в канадській провінції Нью-Брансвік дві команди вирішили зробити навпаки — зіграти в регбі ногами. Саме цю подію вважають початком зародження «Американського футболу», тобто суміші футболу і регбі.